# 1977 a filmművészetben

## Események
- február 20. – A müncheni állami ügyészség erőszakra való buzdítás vétségére hivatkozva elkobozza Andy Warhol Fürdő című filmjét.
- március 1. – Bette Davis amerikai színésznő az első nő, akinek az Amerikai Filmintézet életművéért odaítéli a Life Archievement Awardot.
- március 24. – Roman Polańskit Kaliforniában azzal vádolják, hogy szexuális kapcsolatot létesített egy 13 éves lánnyal. Augusztusban bűnösnek vallja magát, azonban még az ítélethirdetés előtt áttelepül Franciaországba.
- július 29. – Konrad Wolf rendező, az NDK Művészeti Akadémiának elnöke nyíltan bírálja az NDK-filmgyártást, különösen az aktuális témák habozó megközelítését.
- szeptember 6. – Először tartják meg Münchenben a Müncheni Filmtalálkozót.
- október 29. – Olaszországban bemutatják a Helmut Berger főszereplésével készült Veszett kutya c. filmet, melynek rendezője Sergio Grieco.
- november 11. – A spanyol kormány megszünteti a filmcenzúrát, és engedélyezi a filmek szabad importját.
- Az USA-ban egy mozijegy 2,25 dollárba kerül.

## Sikerfilmek
Észak-Amerika
1. Csillagok háborúja IV: Egy új remény – rendező George Lucas
2. Smokey és a Bandita – rendező Hal Needham
3. Csillag születik – rendező Frank Pierson
4. A mélység – rendező Peter Yates
5. Szombat esti láz – főszereplő John Travolta, rendező John Badham
6. Harmadik típusú találkozások – rendező Steven Spielberg
7. Hölgyem, isten áldja! – rendező Herbert Ross

## Magyar filmek
- Abigél - rendező Zsurzs Éva
- Amerikai cigaretta – rendező Dömölky János
- Apám néhány boldog éve – rendező Simó Sándor
- Álommásolatok – rendező Erdély Miklós
- Csatatér – rendező Rózsa János
- A csillagszemű – rendező Markos Miklós
- Defekt – rendező Fazekas Lajos
- Egy erkölcsös éjszaka – rendező Makk Károly
- Ékezet – rendező Kardos Ferenc
- Filmregény – rendező Dárday István
- Herkulesfürdői emlék – rendező Sándor Pál
- Ki látott engem? – rendező Révész György
- Kilencedik emelet – rendező Gyarmathy Lívia
- Kísértés – rendező Esztergályos Károly
- Küldetés – rendező Kósa Ferenc
- Magyar Médeia – rendező Dömölky János
- Napforduló – rendező Málnay Levente
- Ők ketten – rendező Mészáros Márta
- Riasztólövés – rendező Bacsó Péter
- Sámán – rendező Zolnay Pál
- Teketória – rendező Maár Gyula
- Veri az ördög a feleségét – rendező András Ferenc

## Díjak, fesztiválok
- Oscar-díj (március 29.)
  - Film: Rocky
  - Rendező: John G. Avildsen – Rocky
  - Férfi főszereplő: Peter Finch – Hálózat
  - Női főszereplő: Faye Dunaway – Hálózat
  - Külföldi film: Fekete-fehér színesben – Jean-Jacques Annaud
- 2. César-gála (február 19.)
  - Film: Klein úr, rendezte Joseph Losey
  - Rendező: Joseph Losey, Klein úr
  - Férfi főszereplő: Michel Galabru, A bíró és a gyilkos
  - Női főszereplő: Annie Girardot, Csak egy asszony
  - Külföldi film: Mennyire szerettük egymást!, rendezte Ettore Scola
- 1977-es cannes-i filmfesztivál
- Velencei Nemzetközi Filmfesztivál
  - 1969–1978 között nem adtak ki díjakat
- Berlini Nemzetközi Filmfesztivál (június 24. –július 5.)
  - Arany Medve: Kálvária – Larisza Sepityko
  - Ezüst Medve: A falak – Jorge Fons és Herkulesfürdői emlék – Sándor Pál
  - Rendező: Manuel Aragon – Fekete, drágakő
  - Férfi szereplő: Fernando Gómez – A remete
  - Női szereplő: Lily Tomlin – Az éjszakai előadás
- 1977-es Magyar Filmszemle

## Születések
- Január 13. – Orlando Bloom, színész
- május 16. – Melanie Lynskey, színésznő
- július 1. – Liv Tyler, színésznő

## Halálozások
- január 14. – Peter Finch, színész
- január 19. – Yvonne Printemps, francia színész
- január 29. – Freddie Prinze, színész, humorista
- március 25. – Nunnally Johnson, rendező
- április 21. – Gummo Marx, színész
- május 10. – Joan Crawford, színésznő
- június 2. – Stephen Boyd, színész
- június 3. – Roberto Rossellini, olasz rendező
- június 19. – Geraldine Brooks, színésznő
- augusztus 3. – Alfred Lunt, színész
- augusztus 16. – Elvis Presley, énekes, színész
- augusztus 19. – Groucho Marx, humorista
- augusztus 29. – Jean Hagen, színésznő
- október 3. – Szemes Mihály, rendező
- október 14. – Bing Crosby, amerikai színész
- november 9. – Gertrude Astor, színésznő
- november 30. – Olga Petrova színésznő
- december 4. – Leila Hyams, színésznő
- december 25. – Charlie Chaplin, rendező
- december 26. – Howard Hawks, rendező
- december 28. – Charlotte Greenwood, színésznő

## Filmbemutatók
- Huszadik század – rendező Bernardo Bertolucci
- A híd túl messze van – rendező Richard Attenborough
- Egy különleges nap – rendező Ettore Scola
- ABBA  – rendező Lasse Hallström
- Annie Hall – rendező Woody Allen
- Dot és a kenguru – rendező Yoram Gross
- Radírfej – rendező David Lynch
- Az ördögűző 2: Az eretnek – rendező John Boorman
- Final Chapter, Walking Tall – főszereplő Bo Svenson
- Dick és Jane trükkjei
- Nappalok és éjszakák – főszereplő Diane Keaton
- MacArthur – főszereplő Gregory Peck
- Előttem az élet Oscar-díj a legjobb idegen nyelvű filmnek
- Oh, God! – főszereplő George Burns
- Orca, a gyilkos bálna – főszereplő Richard Harris és Bo Derek
- Apámuram Arany Pálma
- Peti sárkánya – rendező Don Chaffey
- Picture Show Man – rendező John Power
- A vágy titokzatos tárgya – rendező Luis Buñuel
- A vesszőfutás – rendező Clint Eastwood
- Hölgyem, isten áldja! – rendező Herbert Ross
- The Late Show – rendező Robert Benton
- The Many Adventures of Winnie the Pooh – rendező John Lounsbery
- A mentőcsapat – rendező John Lounsbery
- A kém, aki szeretett engem – rendező Lewis Gilbert
- The Turning Point – rendező Herbert Ross
- A munka gyümölcse – rendező Michael Schultz